# Rising Sun (Indiana)
Rising Sun is een plaats (city) in de Amerikaanse staat Indiana, en valt bestuurlijk gezien onder Ohio County.

## Demografie
Bij de volkstelling in 2000 werd het aantal inwoners vastgesteld op 2470.
In 2006 is het aantal inwoners door het United States Census Bureau geschat op 2381, een daling van 89 (-3.6%).

## Geografie
Volgens het United States Census Bureau beslaat de plaats een oppervlakte van
4,1 km², waarvan 3,8 km² land en 0,3 km² water. Rising Sun ligt op ongeveer 144 m boven zeeniveau.

## Plaatsen in de nabije omgeving
De onderstaande figuur toont nabijgelegen plaatsen in een straal van 20 km rond Rising Sun.